# Trevor Daley

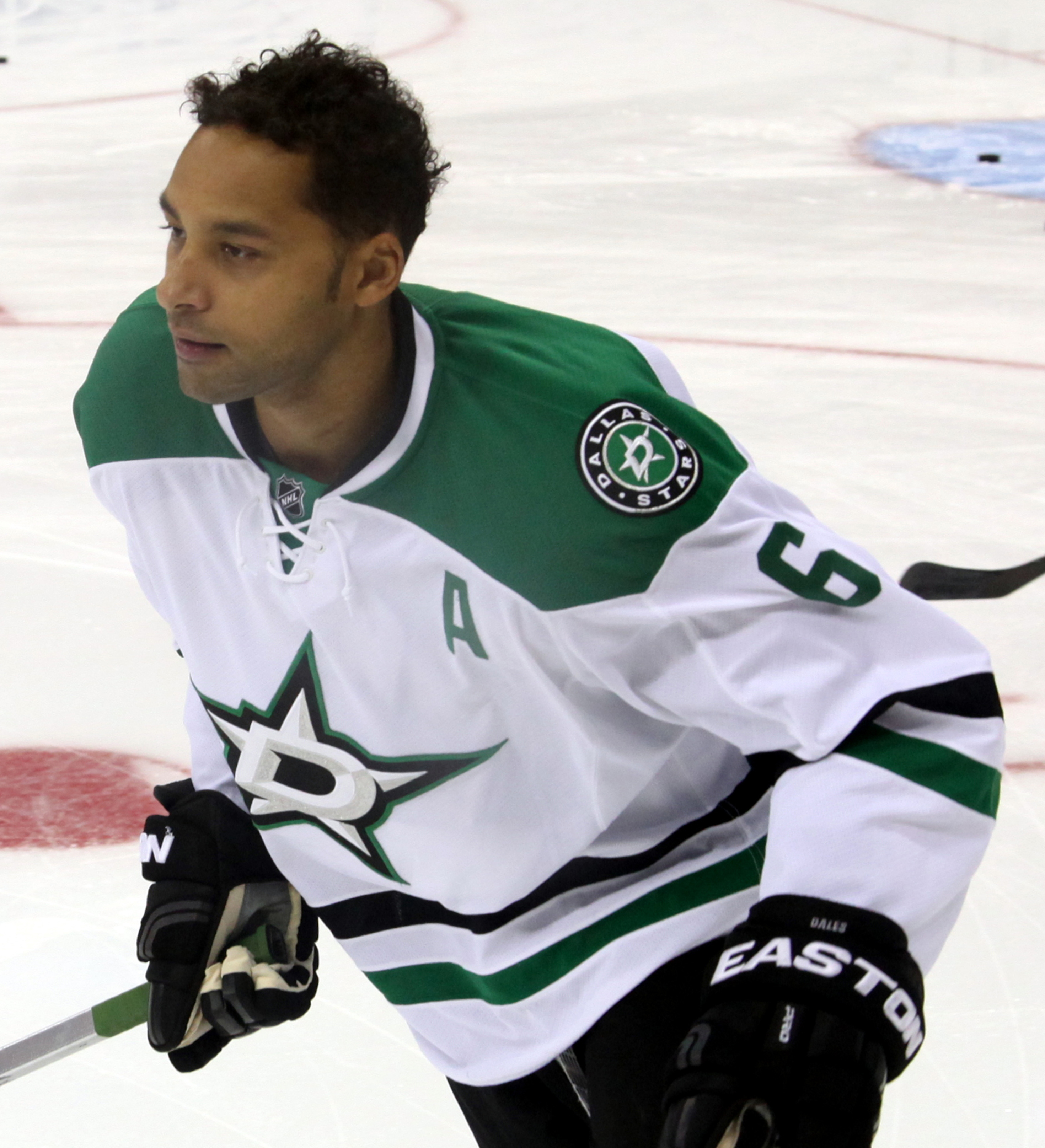
Trevor Daley 2014 októberében

Trevor Daley (Kanada, Ontario, Toronto, 1983. október 9. –) kétszeres Stanley-kupa-győztes kanadai válogatott jégkorongozó.

## Karrierje
Komolyabb junior karrierjét az OHL-es Sault Ste. Marie Greyhoundsban kezdte 1999-ben. Ebben a csapatban 2003-ig játszott. Közben a 2002-es NHL-drafton a Dallas Stars kiválasztotta őt a második kör 43. helyén. Felnőtt pályafutását az AHL-es Utah Grizzliesben kezdte és 40 mérkőzésen szerepelt majd felkerült az NHL-be a Starsba 27 mérkőzésre. A következő évet az AHL-es Hamilton Bulldogs játszotta végig mivel az NHL-ben lockout volt. 2005. óta teljes értékű tagja a Dallas Starsnak. Képviselte hazáját a 2006-os jégkorong-világbajnokságon. A 2011–2012-es szezon második mérkőzésen, október 8-án játszotta az 500 mérkőzését az NHL-ben és egyben a Starsban. A rájátszásba ismét nem jutott be a csapat. A következő bajnoki év lockouttal kezdődött és sokáig úgy tűnt, hogy ismét elmarad a szezon, ám a vezetőknek sikerült megegyezniük és január elején elindult a szezon. Ebben az évben a lehetséges 48 mérkőzésből 44-et játszott. A rájátszásba nem jutottak be. A 2013–2014-es szezonban jól ment neki a játék, 9 gólt ütött és +10-es mutatója volt, ami a legjobb a pályafutása során. 14 mérkőzésről hiányzott december 7. és január 4-e között sérülés miatt. 2008 óta először bejutottak a rájátszásba, de az első körben kiestek.

## Karrier statisztika
| 1999–2000       | Sault Ste. Marie Greyhounds | OHL             | 54    | 16 | 30  | 46  | 77  | 15 | 3 | 7  | 10 | 12 |
| 2000–2001       | Sault Ste. Marie Greyhounds | OHL             | 58    | 14 | 27  | 41  | 105 | —  | — | —  | —  | —  |
| 2001–2002       | Sault Ste. Marie Greyhounds | OHL             | 47    | 9  | 39  | 48  | 38  | 6  | 2 | 2  | 4  | 4  |
| 2002–2003       | Sault Ste. Marie Greyhounds | OHL             | 57    | 20 | 33  | 53  | 128 | 1  | 0 | 0  | 0  | 2  |
| 2003–2004       | Utah Grizzlies              | AHL             | 40    | 8  | 6   | 14  | 76  | —  | — | —  | —  | —  |
| 2003–2004       | Dallas Stars                | NHL             | 27    | 1  | 5   | 6   | 14  | 1  | 0 | 0  | 0  | 0  |
| 2004–2005       | Hamilton Bulldogs           | AHL             | 78    | 7  | 27  | 34  | 109 | 4  | 0 | 1  | 1  | 2  |
| 2005–2006       | Dallas Stars                | NHL             | 81    | 3  | 11  | 14  | 87  | 3  | 0 | 0  | 0  | 0  |
| 2006–2007       | Dallas Stars                | NHL             | 74    | 4  | 8   | 12  | 63  | 7  | 1 | 0  | 1  | 4  |
| 2007–2008       | Dallas Stars                | NHL             | 82    | 5  | 19  | 24  | 85  | 18 | 1 | 0  | 1  | 20 |
| 2008–2009       | Dallas Stars                | NHL             | 75    | 7  | 18  | 25  | 73  | —  | — | —  | —  | —  |
| 2009–2010       | Dallas Stars                | NHL             | 77    | 6  | 16  | 22  | 25  | —  | — | —  | —  | —  |
| 2010–2011       | Dallas Stars                | NHL             | 82    | 8  | 19  | 27  | 34  | —  | — | —  | —  | —  |
| 2011–2012       | Dallas Stars                | NHL             | 79    | 4  | 21  | 25  | 42  | —  | — | —  | —  | —  |
| 2012–2013       | Dallas Stars                | NHL             | 44    | 4  | 9   | 13  | 14  | —  | — | —  | —  | —  |
| 2013–2014       | Dallas Stars                | NHL             | 67    | 9  | 16  | 25  | 38  | 6  | 2 | 3  | 5  | 16 |
| 2014–2015       | Dallas Stars                | NHL             | 68    | 16 | 22  | 38  | 34  | —  | — | —  | —  | —  |
| 2015–2016       | Chicago Blackhawks          | NHL             | 29    | 0  | 6   | 6   | 8   | —  | — | —  | —  | —  |
| 2015–2016       | Pittsburgh Penguins         | NHL             | 53    | 6  | 16  | 22  | 26  | 15 | 1 | 5  | 6  | 10 |
| 2016–2017       | Pittsburgh Penguins         | NHL             | 56    | 5  | 14  | 19  | 37  | 21 | 1 | 4  | 5  | 24 |
| 2017–2018       | Detroit Red Wings           | NHL             | 77    | 9  | 7   | 16  | 36  | —  | — | —  | —  | —  |
| 2018–2019       | Detroit Red Wings           | NHL             | 44    | 2  | 6   | 8   | 12  | —  | — | —  | —  | —  |
| 2019–2020       | Detroit Red Wings           | NHL             | 43    | 0  | 7   | 7   | 20  | —  | — | —  | —  | —  |
| 2021–2022       | Florida Everblades          | ECHL            | 2     | 0  | 0   | 0   | 0   | —  | — | —  | —  | —  |
| OHL-összesített | OHL-összesített             | OHL-összesített | 216   | 59 | 129 | 188 | 348 | 22 | 5 | 9  | 14 | 18 |
| NHL-összesített | NHL-összesített             | NHL-összesített | 1,058 | 89 | 220 | 309 | 648 | 71 | 6 | 12 | 18 | 74 |